# Opshomala coccineipes
Opshomala coccineipes är en insektsart som beskrevs av Bruner, L. 1906. Opshomala coccineipes ingår i släktet Opshomala och familjen gräshoppor. Inga underarter finns listade i Catalogue of Life.